# 中山高陽

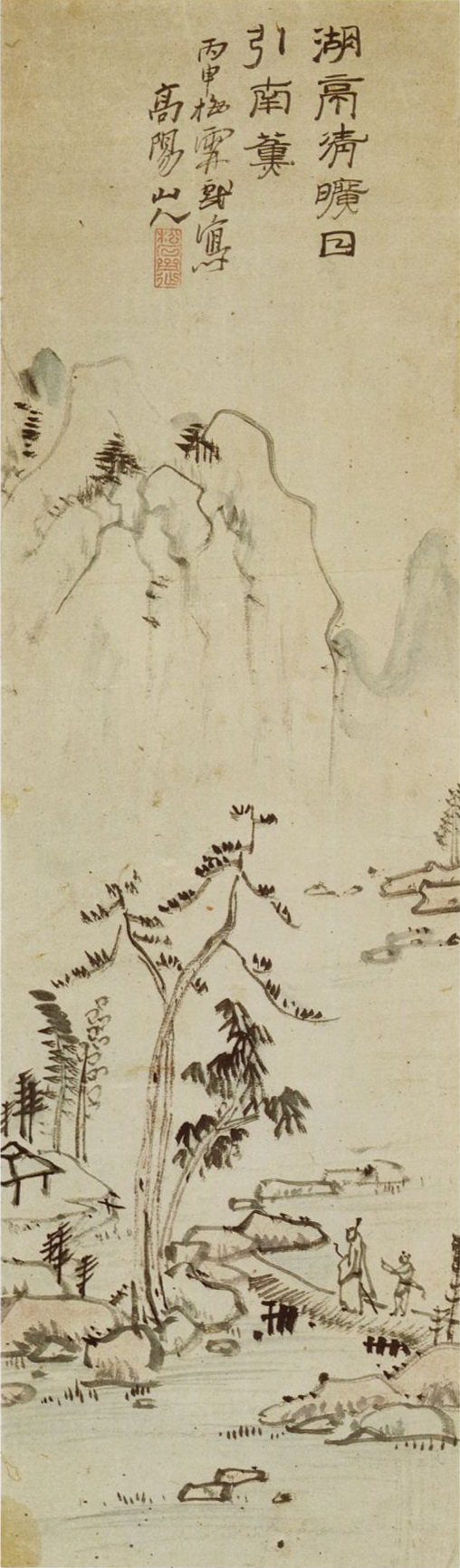
湖亭清曠図

中山 高陽（なかやま こうよう、享保2年（1717年） - 安永9年3月12日（1780年4月16日））は、江戸時代中期の日本の南画家、書家、漢詩人。
土佐国堺町（現高知県高知市堺町）の豪商「阿波屋」の次男として生まれる。元の姓は中山田氏で、香宗我部氏の子孫とされる。名は象先（ぞうせん）、土佐仲延沖（とさちゅうえんちゅう）、延冲（のぶおき）。字は、汝玄、子達、延冲（のぶおき）、子和。幼名は松之助、のちに清右衛門。通称、阿波屋清右衛門。号は、高陽山人（こうようさんじん）、玩世道人（げんせいどうじん）、酔墨山人（すいぼくさんじん）、酔墨子（すいぼくし）、松石斎（しょうせきさい）など。

## 生涯
高陽は幼い頃より聡明で、儒学と漢詩を藩儒 富永惟安に、書を細井広沢門人の関鳳岡に学ぶ。画は南画の先駆者 彭城百川に師事する。
はじめ土佐で画塾を構え盛況であったが、宝暦8年（1758年）に江戸に出て開塾。この頃土佐藩の御用絵師となる。宝暦11年（1761年）には土佐藩より三人扶持を給せられ名字帯刀を許される。
詩・書・画（特に肖像画、花鳥画）に優れ、また俳諧も嗜んだ。著名な文人墨客と盛んに交流し、特に交友の深かった井上金峨の賛、沢田東江の書、高陽の画を合わせて「三絶」と評されるほど江戸庶民の人気を得た。木村蒹葭堂や浦上玉堂などとも関係があった。多くの著作があり、広く読まれた。
明和9年（1772年）3月、火事で住居を失ったがこれをきっかけに、約半年をかけて奥州に旅立つ。仙台・松島・平泉・山寺・象潟・酒田などを巡り、その記録を『奥游日録』に著す。このとき旅先の各地で書画や詩文を教え、多くの作品を残している。
安永5年（1776年）には熱海を旅し、その地方の風俗などを克明に記した『熱海紀行』を著す。
安永9年（1780年）、土佐に帰る途中、大坂発の船中で客死。享年64。精神病の発作が原因かと推定される。
高陽は潤筆料規定書を作成し、画業で生計を立てられることを後進に伝えた。また彼が江戸に南画を伝えた功績は大きく、門弟を通じてやがて谷文晁が江戸南画を確立することになる。

## 著書
- 『奥游日録』 1772年

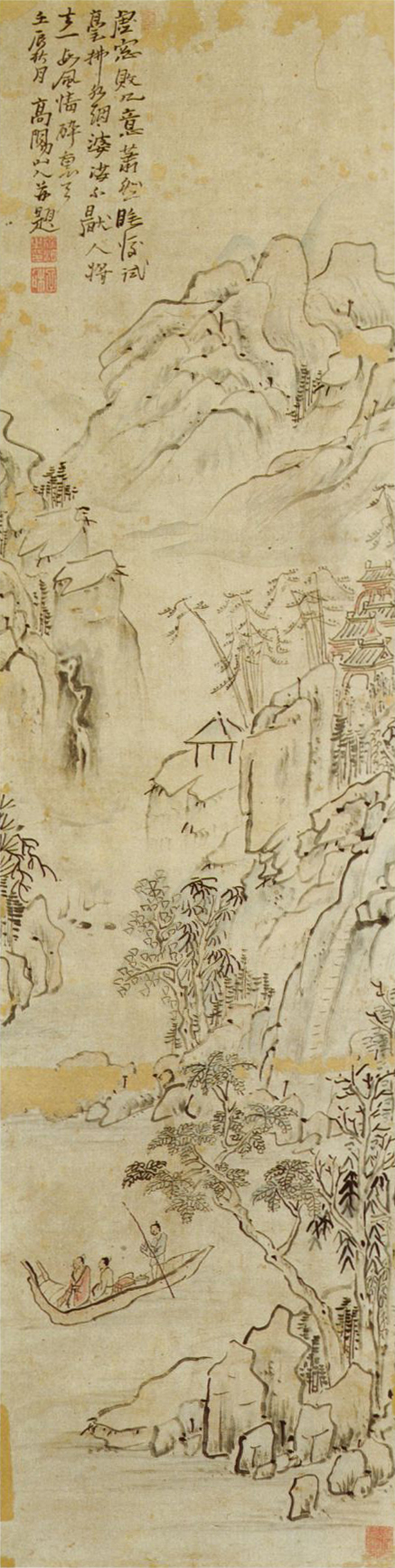
渓山清興図

- 『画譚鶏肋』 1775年（日本と中国の画論。当時のベストセラー）

　「人物道釈画」「山水画」をはじめ、種々の画題に対して所見を述べている。
- 『熱海紀行』 1779年
- 『中山高陽画譜』

## 代表作
| 作品名                     | 技法     | 形状・員数 | 寸法（縦x横cm） | 所有者                     | 年代   | 落款 | 備考                       |
| -------------------------- | -------- | ---------- | --------------- | -------------------------- | ------ | ---- | -------------------------- |
| 鳳凰孔雀図                 |          |            |                 | 個人                       | 1759年 |      |                            |
| 象潟真景図（象潟の古景図） | 紙本墨画 | 1幅        | 103.5x28.4      | 蚶満寺                     | 1772年 |      | にかほ市指定文化財（絵画） |
| 塩釜観月図                 |          |            |                 |                            | 1772年 |      |                            |
| 八州勝地図                 |          |            |                 | 静岡県立美術館             | 1777年 |      |                            |
| 蘭亭曲水図巻               |          |            |                 | 個人（東京国立博物館寄託） | 1778年 |      | 重要美術品                 |
| 湖山秋景図                 |          |            | 96.5x27.5       | 東京国立博物館             |        |      |                            |
| 李白観瀑図                 |          |            |                 | 高知県立美術館             |        |      |                            |

## 門弟
- 岩川西台
- 渡辺玄対

## 関連書籍
- 『高陽山人』	寺石正路著　1927年　土佐美術協会
- 『中山高陽』	清水孝之著　1987年　高知市文化振興事業団

（高陽の業績を中心に、書簡集・年譜等を収録）